# 1813年逝世人物列表
1813年逝世人物列表：1月 - 2月 - 3月 - 4月 - 5月 - 6月 - 7月 - 8月 - 9月 - 10月 - 11月 - 12月
下面是1813年逝世的知名人士列表。

## 1月

### 3日
- 本尼隆，伊奧拉族的長老，原住民

### 4日
- 瑪麗亞·安娜·馮·奧伊恩，修道院院長

### 5日
- 亚历山大·弗雷泽·泰特勒，蘇格蘭律師、法官、作家、歷史學家
- 卡爾·馮·津岑多夫，奧地利政治家

### 6日
- 路易·巴拉圭·德希利爾，法國將軍
- 老約翰·泰勒，美國政治家和律師

### 7日
- 康拉德·海因里希·馮·韋德爾，普魯士少將

### 8日
- 約翰·克利斯蒂安·洛修斯，德國哲學家

### 9日
- 羅伯特·安德森，美國政治家

### 11日
- 大江磐代，江戶時代女性。
- 朱塞佩·阿普里爾，義大利歌手和卡斯特拉托

### 13日
- 查索的路易，普魯士軍官，柏林市指揮官（1807年-1809年）
- 本傑明·沃克，美國政治家

### 14日
- 伊格納齊奧·雷蒙迪，義大利小提琴家、作曲家和音樂會贊助者

### 15日
- 安東·貝諾拉克，斯洛伐克語言學家

### 16日
- 雅各·安東·馮·扎林格·祖姆·圖恩，耶穌會士、教會律師和哲學家

### 18日
- 阿貝爾·弗朗索瓦·尼古拉斯·卡羅永·德·范德·范德，法國企業家

### 20日
- 克里斯多夫·马丁·维兰德，德國詩人、翻譯者及主編

### 23日
- 乔治·克莱默，美國政治家

### 24日
- 西奧多·塞奇威克，美國律師和政治家

### 28日
- 索菲·拉利夫·德·貝爾加德，法國伯爵夫人
- 約翰·約瑟夫·羅斯勒，波西米亞作曲家

## 2月

### 1日
- 納塔內爾·恩斯特·道特，德國醫生和博物學家

### 3日
- 撒母耳·阿什，北卡羅來納州州長
- 博納文圖拉·科爾蒂，義大利植物學家
- 聖保羅的弗雷德里克，普魯士軍官和梅裡特勳章獲得者

### 4日
- 約翰·奧古斯特·海因里希·烏爾里希，德國哲學家

### 5日
- 威廉·伯奇，德裔加拿大先驅、畫家和建築師
- 卡爾·愛爾福特，德國古典語言學家和教育家
- 蓬塔努斯的約翰·克利斯蒂安，普魯士炮兵少將

### 7日
- 小湯瑪斯·格林，美國政治家

### 8日
- 鹰司辅平，日本江戶時代中期公卿。
- 埃哈德·古斯塔夫·馮·韋德爾，皇家普魯士、荷蘭和最近的法國少將

### 9日
- 阿道夫·弗里德里希·馮·羅喬，普魯士內侍和地主

### 11日
- 安德斯·古斯塔夫·埃克伯格，瑞典博物學家和化學家
- 第一代白金漢侯爵喬治·紐金特-坦普爾-格倫維爾，英國貴族和政治家

### 13日
- 撒母耳·阿什，北卡羅來納州州長

### 15日
- 弗朗西斯·霍姆，蘇格蘭化學家和醫生
- 約翰·威廉·泡利，所謂的棍棒俄羅斯起義中的自由戰士

### 17日
- 弗里德里希·格奧爾格·路德維希·馮·博克，普魯士地區行政長官
- 克利斯蒂安·丹尼爾·艾哈德，德國法律學者和詩人
- Moritz zu Salm-Kyrburg，薩爾姆公國攝政王
- 安東·卡爾·路德維希·馮·塔布約，法裔德國地主，埃森市長
- 卡羅琳·雷爾斯塔布，德國歌手（女高音）

### 20日
- 亞歷山大·馮·布隆伯格，德國詩人和普魯士軍官
- 弗朗茨·邁克爾·森，蒂羅爾自由戰士

### 21日
- 何塞·維埃拉·克拉維霍，西班牙天主教神職人員、博學者、啟蒙運動詩人

### 23日
- 奧古斯特·亞當·海因里希·馮·俾斯麥，皇家普魯士中將，萊布卡賓納團團長

### 24日
- 格哈德·路德維希·赫勒布施，宮廷醫生

### 26日
- 羅伯特·利文斯頓，美國政治家

### 28日
- 本傑明·弗里德里希·施米德，德國語言學家和舒爾曼

### 日期不詳
- 馬丁·克瑙斯，德國木匠和磨坊醫生

## 3月

### 3日
- 恩斯特·馮·格明根-霍恩伯格，德國作曲家、外交官和帝國騎士
- 胡安·馬丁內斯·德·羅薩斯，智利獨立鬥士

### 7日
- 約翰·加布里埃爾·伯恩哈德·布舍爾，德國公關人員、劇作家和史詩作家
- 漢斯·雅各·穆門塔勒，瑞士化學家、機械師和配鏡師

### 11日
- 弗里德里希·海因里希·馮·卡特，普魯士皇家中將
- 讓-路易·吉羅-蘇拉維，法國外交官、歷史學家和地質學家

### 12日
- 安東·蜜雪兒，德國天主教神學家和大學講師

### 13日
- 喬治·阿道夫·蘇科，德國科學家

### 14日
- 克利斯蒂安·埃雷戈特·溫利格，德國作曲家和歌唱家

### 15日
- 克利斯蒂安·奧古斯特·齊格弗裡德·霍夫曼，礦物學家、寶石檢查員和弗萊貝格學術礦物失敗的管理員

### 17日
- 雅克·皮埃爾·阿巴圖奇，科西嘉將軍
- 威廉·侯斯頓，美國政治家
- 亞當·施洛特豪爾，德國舞蹈家和喜劇演員

### 18日
- 瑪麗·凱薩琳·布里尼奧勒，摩納哥王妃和孔代王妃

### 21日
- Engelbert vom Bruck，德國記者和啟蒙運動代表
- 卡爾·伊曼紐爾·洛舍爾，德國設計師和猛獁泵的發明者

### 23日
- 大不列顛的奧古斯塔，英國王妃、不倫瑞克-呂訥堡公爵夫人和不倫瑞克-沃爾芬比特爾公主

### 30日
- 約翰·弗里德里希·亨納特，德國數學家和天文學家

### 31日
- 約翰·迪德里希·科德斯，德國商人和漢堡市議員

### 日期不詳
- 帕斯誇爾·魯伊斯·惠多布羅，西班牙政治家
- 康拉德·安舒，德國劫匪，Wetterau團伙成員
- 路德維希·芬克，德國劫匪，Wetterau團伙成員
- 約翰·尤斯圖斯·迪茨，德國強盜，Wetterau團伙成員

## 4月

### 1日
- 約翰·約瑟夫·邁斯伯格，德國古典主義建築大師和泥水匠

### 3日
- 弗里德里克·布里翁，阿爾薩斯牧師的女兒，约翰·沃尔夫冈·冯·歌德的初戀

### 5日
- 波旁-帕爾馬的夏洛特，奧地利的女兒瑪麗亞·阿瑪利亞（Maria Amalia）和波旁-帕爾馬的斐迪南德（Ferdinand）
- 約瑟夫·莫蘭德，拿破崙服役的法國將軍

### 7日
- 詹姆斯·科克倫，美國政治家

### 8日
- 羅伯特·懷特希爾，美國政治家

### 10日
- 阿爾佈雷希特·路德維希·馮·伯傑，奧爾登堡的蘭德沃格特，律師和法國專制主義的受害者
- 克利斯蒂安·丹尼爾·馮·芬克，德國奧爾登堡區法庭法官
- 约瑟夫·拉格朗日（Joseph-Louis Lagrange），義大利數學家和天文學家

### 12日
- 讓-弗朗索瓦·卡托（Jean-François Carteaux），法國陸軍上將

### 14日
- 卡羅琳·德默（Caroline Demmer），德裔奧地利女演員和歌手
- 約阿希姆·尼古拉斯·埃格特，瑞典作曲家和指揮家

### 15日
- 老喬治·費恩（Georg Fein），赫爾姆施泰特市市長

### 16日
- 奧古斯特·路德維希·格奧爾格·馮·赫德曼，德國龍騎兵軍官

### 18日
- 瓦西裡·加夫里洛夫，俄羅斯哥薩克和軍官

### 19日
- 本傑明·拉什，美國開國元勛
- 安東·安塞姆·卡佩里尼·馮·威肯堡，巴伐利亞外交官和帝國伯爵

### 23日
- 本傑明·薩伊，美國政治家

### 27日
- 澤布隆·派克，美國將軍

### 28日
- 米哈伊尔·伊拉里奥诺维奇·库图佐夫，俄羅斯陸軍元帥

### 29日
- 約翰·安德魯斯，美國牧師，賓夕法尼亞大學教務長，被認為是美國第一位學者

## 5月

### 1日
- 让-巴蒂斯特·贝西埃，法國元帥
- 雅克·德利爾，法國詩人

### 2日
- 克利斯蒂安·戈特利布·伯傑，解放戰爭中的德國志願者
- 喬治·恩斯特·威廉·克羅姆，德國農業科學家
- 安東尼奧·德斯普伊格·達梅托，西班牙大主教和紅衣主教
- 黑森-洪堡的利奧波德，黑森-洪堡親王
- 普魯士的奧古斯特·斐迪南，普魯士步兵將軍，聖約翰勳章大師

### 5日
- 喬治·弗里德里希·馮·卡爾，普魯士少校，團長

### 8日
- 讓·皮埃爾·索林，法國神職人員
- 約翰·普羅科普·馮·沙夫戈奇，赫拉德茨·克拉洛韋（Hradec Králové）副主教；布拉格輔理主教和副主教；捷克布傑約維采主教

### 10日
- 约翰·卡尔·威廉·伊利格，德國動物學家和昆蟲學家
- 丹尼爾·伊爾斯利，美國政治家
- 湯瑪斯·曼塞爾·塔爾博特，英國地主紳士和藝術收藏家

### 11日
- 約翰·格奧爾格·舒茨（Johann Georg Schütz），德國畫家和蝕刻師
- 阿莫斯·斯托達德，路易士安那州州長

### 16日
- 雅各·弗里德里希·科爾布，德國布商和亞琛市市長

### 19日
- 雷米·格裡洛特（Rémy Grillot），法國步兵將軍
- 利奧波德·馮·勒克，普魯士軍官，最後一位少將

### 21日
- 何塞·安東尼奧·帕雷哈，西班牙海軍上將
- 約翰·戈特弗裡德·戴克，德國書商和作家

### 22日
- 老約翰·雅各·多納，德國藝術家
- 弗朗索瓦·約瑟夫·基爾格納，法國師長

### 23日
- 熱羅·杜羅克，法國將軍（在戰鬥中受重傷）

### 25日
- 克萊門斯·利珀（Clemens Lipper），德國建築師和羅馬天主教神職人員
- 拉斐爾·裡斯，瑞士拉比和卡巴拉主義者

### 26日
- 摩西·羅賓遜，美國律師和政治家
- 戈特弗裡德·埃裡希·羅森塔爾，德國氣象學家、大地測量學家和儀器製造商

### 27日
- 弗裡德里希·費迪南德·弗萊明，德國眼科醫生、作曲家和歌手

### 28日
- 卡爾·馮·哈登伯格，德國詩人和撒克遜公務員
- 艾格特·克裡斯托弗·克努斯，丹麥律師、法警和伯爵
- 加布里埃爾·伊格納茲·裡特，奧地利-法國建築師

## 6月

### 6日
- 亞歷山大-西奧多·布隆尼亞特，法國建築師
- 安東尼奧·卡奇亞，馬爾他建築師、工程師和考古學家

### 8日
- 卡爾·弗里德里希·利奧波德·馮·格拉赫，柏林市長
- 約翰·斯蒂芬·卡皮厄，胡格諾派血統的德國插畫家

### 10日
- 拉蒙·鮑爾·吉拉爾特，波多黎各海軍上將和政治家

### 14日
- 詹姆斯·唐恩，英國植物學家

### 15日
- 宗義功，日本江戶時代中期至末期的大名、對馬府中藩第12代藩主。
- 坎迪德·胡貝爾，德國本篤會僧侶和森林植物學家

### 16日
- 約瑟夫·里希特，奧地利作家
- 約翰·弗朗茨·馮·里菲爾，德國律師、高級行政官員和法官
- 詹姆斯·伍德，美國政治家

### 17日
- 第一代巴勒姆男爵查理斯·米德爾頓，英國水手，政治家

### 18日
- 朋誠堂喜三二，日本作家

### 19日
- 約翰·克裡斯托夫·林克萊克，浪漫肖像畫家

### 20日
- 阿列克谢·格里戈里耶维奇·博布林斯基，俄羅斯少將

### 21日
- 約翰·克裡斯托夫·羅德，德國爬山冠軍

### 22日
- 安東·格拉夫，瑞士肖像畫家

### 24日
- 克勞德·達勒曼大帝，法國步兵師將軍

### 25日
- 約翰·馮·埃瓦爾德，丹麥將軍
- 萊因哈德·費迪南德·海因里希·菲舍爾，德國建築師

### 26日
- 所羅門·杜布諾，希伯來詩人和啟蒙思想家

### 28日
- 格哈德·馮·沙恩霍斯特，普魯士將軍
- 約翰·克利斯蒂安·舒赫，園林設計師，宮廷園丁

### 30日
- 塞拉斯·塔爾博特，美國軍官和政治家

### 日期不詳
- 夏洛特·芬奇，英國貴族和喬治三世（英國）子女的家庭教師

## 7月

### 1日
- 約翰·威恩，英國社會改革家、慈善家和英國國教神職人員

### 2日
- 范妮·德·博哈奈，法國詩人

### 3日
- 喬治·德哈丁，德國路德宗神學家和牧師

### 5日
- 菲力浦·雅各·胡特·馮·德森多夫，羅馬天主教神學家

### 6日
- 黑森-羅滕堡的克萊門蒂娜，伯爵的公主
- 約翰·理查·埃伯哈德，南德洛可哥雕塑家
- 格蘭維爾夏普，英國奴隸制的反對者和廢奴運動的創始人

### 7日
- 尤爾根·保羅·普拉爾，呂貝克，切骨大師，法國佔領的受害者

### 10日
- 漢斯·斯蒂芬·馮·魯凱特，普魯士皇家中將

### 13日
- 約翰·弗里德里希·彼得，美國作曲家
- 卡爾·戈特弗里德·維爾德凡克，呂貝克市議員

### 14日
- 卡爾·捷克蒂茨基，奧地利舞台演員和劇作家

### 15日
- 戈特利布·伯特蘭，德國作家
- 弗里德里希·埃伯哈德·齊格蒙德·君特·馮·戈金克，普魯士皇家騎兵將軍
- 威廉·卡爾·馮·特魯恩費爾斯，皇家普魯士中將兼第29步兵團團長

### 16日
- 約翰·安布羅修斯·巴特，德國書商和出版商

### 19日
- 約翰·魯道夫·伯克哈特，瑞士絲帶製造商、政治家和美術之友

### 20日
- 約翰·克利斯蒂安·克勞迪烏斯·德瓦蘭，解放戰爭中的德國抵抗戰士

### 22日
- 乔治·肖，英國博物學家

### 29日
- 瓦倫丁·馮·伯傑，漢諾威選舉官員和丹麥將軍
- 讓-安多什·朱諾，法國將軍和拿破崙的副官
- 弗里德里希·瓦倫蒂納	德國數學家和天文學家

### 日期不詳
- 韋利科·彼得羅維奇，塞爾維亞自由鬥士和省領袖

## 8月

### 1日
- 卡爾·斯滕堡，瑞典作曲家

### 2日
- 撒母耳·奧斯古德，美國商人和政治家

### 8日
- 克利斯蒂安·戈特弗裡德·赫爾曼，撒克遜律師和萊比錫市長
- 約翰·克利斯蒂安·凱澤，德國管風琴製造商

### 10日
- 弗朗西斯科·安東尼奧·加西亞·卡拉斯科，西班牙軍官，智利總督
- 弗朗茨·肖克（Franz Schoch），施派爾和巴登公務員

### 11日
- 亨利·詹姆斯·佩，英國詩人

### 12日
- 塞缪尔·奥斯古德，美國商人、政治家
- 古斯塔夫·馮·恩格斯特倫，瑞典採礦工程師、礦物學家和化學家

### 15日
- 阿比蓋爾·阿米莉亞，約翰和阿比蓋爾·亞當斯的長女
- 約翰·內波穆克·馮·布爾-貝倫貝格，瑞士貴族

### 16日
- 丹尼爾·克拉克，美國政治家
- 弗朗茨·奧托·馮·皮爾奇，普魯士步兵將軍
- 巴爾托洛梅奧·維羅納，皇家宮廷歌劇院和柏林國家劇院的義大利裝飾畫家

### 18日
- 約翰·烏爾里希·施溫德拉茲海姆，德國詩人和神職人員

### 20日
- 喬賽亞·哈瑪律，美國軍官
- 约翰·巴蒂斯特·万哈尔，波西米亞作曲家

### 21日
- 丹麥的索菲亞·瑪格達列娜，瑞典王后和丹麥公主。瑞典國王古斯塔夫三世的妻子。

### 22日
- 約翰·克裡斯托夫·舒爾茨，德國作曲家

### 23日
- 亞歷山大·威爾遜，蘇格蘭出生的鳥類學家

### 25日
- 卡爾·亞歷山大·馮·巴德萊本，普魯士國防軍聯合創始人
- 恩斯特·卡爾·魯道夫·馮·卡爾克羅伊特，普魯士少將，希維德尼察司令

### 26日
- 西奧多·科爾納，德國作家、軍人
- 丹尼爾·戈特洛布·蒂爾克，德國管風琴家和音樂理論家

### 27日
- 安德拉西的大衛，匈牙利軍隊
- 約翰·克利斯蒂安·弗裡德里希·庫瑙，德語教師和作家

### 29日
- 海因里希·阿道夫·格林，德國東方學家
- Heinrich LXI Reuss zu Köstritz，世襲的科斯特裡茨親王羅伊斯

## 9月

### 1日
- 約翰·魯爾曼·路德維希·艾勒特，德國神學家，哈姆學院體育館神學教授
- 克裡斯托夫·撒母耳·約翰，德國新教傳教士
- 埃德梅-馬丁·范德梅森，法國步兵師將軍

### 2日
- 让·维克托·马里·莫罗，法國大革命將軍
- 阿道夫·弗里德里希·諾爾德，德國醫生和大學講師

### 4日
- 克利斯蒂安·弗裡德里希·馮·施蒙斯基，普魯士皇家少將，第16西里西亞陸軍步兵團的最後一任指揮官
- 詹姆斯·懷亞特，英國建築師

### 5日
- 弗里德里希·威廉·路德維希·馮·阿尼姆-蘇科，普魯士軍官

### 6日
- 西蒙·羅特曼，德國攝影師、土地改革家、律師、地主和作家

### 8日
- 勞倫蒂烏斯·施萊默，德國作曲家

### 9日
- 格奧爾格一世，瓦爾德克和皮爾蒙特親王

### 11日
- 約翰·魯道夫·邁耶，瑞士企業家和贊助商

### 12日
- 埃德蒙·伦道夫，美國律師、政治家

### 13日
- 赫茲蓋亞斯，被廢黜的衣索比亞皇帝

### 14日
- 奧托·馮·韋德爾，普魯士軍官和 Pour le Mérite 軍事勳章的獲得者

### 15日
- 安托萬·艾蒂安·德·圖薩爾，法國將軍，軍事工程師
- 約翰·馬蒂亞斯·馮·蘭茨貝格·祖·埃爾維特，佳能，明斯特法院庭長兼樞密院院長

### 17日
- 伊格納茲·科貝爾，奧地利管風琴製造商
- 梅克倫堡的烏爾里克·索菲（Ulrike Sophie），公主；梅克倫堡公爵夫人

### 19日
- 安德列亞斯·約瑟夫·肖普夫，奧地利劇院首席

### 21日
- 弗里德里克·海倫·昂格爾，德國作家

### 22日
- 羅斯·貝爾坦，法國時裝設計師
- 約翰·康拉德·欣里希斯，德國書商和出版商

### 23日
- 尼古拉·布斯基（Nicola Buschi），義大利羅馬天主教主教

### 24日
- 安德列-歐內斯特-莫德斯特·格雷特裡，比利時-法國古典作曲家

### 27日
- 讓-巴蒂斯特·奧利維爾，法國騎兵師將軍

## 10月

### 5日
- 艾蒂安·奧茲，法國巴松管演奏家和作曲家
- 埃萊奧諾·普羅查斯卡，拿破崙外國統治下的德國自由鬥士
- 特库姆塞，肖尼人的北美印第安人的政治和軍事領袖

### 7日
- 彼得·雅各·耶爾姆，瑞典化學家和礦物學家

### 11日
- 羅伯特·克爾，蘇格蘭作家、翻譯家和動物學家

### 16日
- 海因里希·費迪南德·馮·克羅西克，地主，普魯士少校，萊比錫戰役的受害者

### 18日
- 古斯塔夫·馮·埃爾巴赫-勛貝格（Gustav von Erbach-Schönberg），拿破崙手下的軍官，榮譽軍團成員
- 奧諾雷·維亞爾，法國步兵師將軍

### 19日
- 约瑟夫·波尼亚托夫斯基，波蘭領導人，將軍，戰爭部長及軍隊首領，被賜予帝國元帥頭銜。

### 20日
- 讓-帕菲特·弗裡德里希斯（Jean-Parfait Friederichs），法國步兵將軍
- 羅尚博子爵唐納蒂安-馬裡-約瑟夫·德·維繆爾，法國將軍

### 22日
- 楊廷理，著名學者、詩人、官吏。
- 奧古斯特·哈德，德國音樂家、作曲家和作家
- 查尔斯·斯科特，美國政治家

### 24日
- 克裡斯托夫·威廉·馮·科赫，斯特拉斯堡的阿爾薩斯憲法和歷史教授、作家、圖書管理員、外交官和政治家
- 戈特洛布·奧古斯特·克里爾，德國作曲家、康托爾
- 路易士·蜜雪兒·安托萬·薩胡克，法國騎兵將軍和政治家

### 25日
- 約瑟夫·西格蒙德·納赫鮑爾，奧地利少尉

### 30日
- 安托萬·紀堯姆·德爾馬斯，法國將軍

## 11月

### 1日
- 聖達約翰·格拉夫·曼特菲爾，聯軍戰爭中的俄羅斯少將

### 2日
- Aimé-Sulpice Pelletier（艾梅-蘇爾皮斯·佩爾蒂埃），法國騎兵將軍

### 6日
- 克勞德·查理斯·奧布里·德拉布沙德里，法國炮兵將軍

### 7日
- 約翰·格奧爾格·拉默希爾特，德國作曲家和宮廷官員

### 10日
- 法蘭西斯·費恩，斯佩蒂斯伯里，英國議會議員

### 12日
- 讓·德·克雷韋庫爾，法裔美國作家

### 14日
- 安東尼奧·德·卡普曼尼，加泰羅尼亞-西班牙政治家、歷史學家、羅曼語語言學家、西班牙裔、加泰羅尼亞語學家和詞典編纂者
- 倫納德·科文頓，美國政治家
- 威廉·梅多斯，英國軍官和殖民地總督

### 15日
- 奧古斯特·威廉·海德曼，德國律師和柯尼斯堡市長
- 約翰·雅各·德·洛斯，德國畫家

### 17日
- 約翰·尼古拉斯·弗裡德里希·布勞爾，巴登公務員和政治家
- 路易士·瑪麗·德·納博訥-拉拉，法國將軍、戰爭部長和外交官
- 菲力浦·威廉·奧特拜因，德裔美國傳教士，基督聯合弟兄會的創始人之一

### 18日
- 弗里德里希·戈特利布·海因里希·菲利茨，德國醫生

### 19日
- 約翰·路德維希·克裡斯特，德國牧師、水果種植專家和昆蟲學家
- 斐迪南德·埃蒙茲，法國行政下的鎮書記（大法官）、市長和縣議會

### 20日
- 撒母耳·希區柯克，美國律師和政治家

### 21日
- 克利斯蒂安·馮·艾格斯，德國作家和政治家
- 威廉·羅素，英國作曲家

### 22日
- 約翰·克利斯蒂安·賴爾，德國醫生
- 約翰·戈特弗里德·維爾林，德國管風琴家和作曲家

### 23日
- 卡爾·克利斯蒂安·奧古斯特·保爾森，魏瑪市長（1813）

### 24日
- 約翰·伯恩哈德·克雷斯佩爾，德國律師和約翰·沃爾夫岡·馮·歌德的兒時朋友
- 弗雷德里克-亨利·瓦爾特，法國騎兵師將軍

### 27日
- 弗里德里希·威廉·博桑，德國演員

### 29日
- 詹巴蒂斯塔·波多尼（Giambattista Bodoni），義大利雕刻師、印刷師、排版師和出版商
- 讓-巴爾塔薩·特裡克利爾，法國大提琴家和作曲家

### 30日
- 弗裡德里希·奧古斯特·鮑姆巴赫，德國作曲家、指揮家、音樂作家和共濟會成員

### 日期不詳
- 威廉·佛蘭克林，本傑明·佛蘭克林之子
- 約翰·科爾特，美國捕獵者，劉易斯和克拉克探險隊成員，黃石國家公園探險家
- 亞歷山德羅·隆吉，義大利畫家

## 12月

### 1日
- 斐迪南多·貝爾托尼，義大利管風琴家、指揮家和作曲家
- 威廉明·厄瑟（Wilhelmine Oeser），德國肖像畫家

### 2日
- 喬治·登特，美國政治家
- 弗朗茨·約瑟夫·康斯坦丁·舍曼，德國法律學者

### 3日
- 卡爾·馬丁·弗朗茨·格布哈特，德國福音派路德宗牧師、大學講師、編輯和靈歌作者

### 4日
- 查理斯·博羅梅奧·亞歷山大·塞薩，德國醫生和劇作家

### 5日
- 卡洛·喬瓦尼·瑪麗亞·德尼娜，義大利語言學家、歷史學家

### 8日
- 奧古斯特·費森尤斯，德國劇作家和詩人
- 約翰·菲力浦·阿喀琉斯·萊斯勒，德國醫生和動物學家

### 9日
- 本傑明·戈特弗里德·韋納特，撒克遜律師、金融檢察官、歷史學家和書目編纂者

### 10日
- 讓邦聖安德列，大革命時期的法國省長

### 11日
- 約翰·格奧爾格·普爾曼，德國教育家
- 斯蒂芬·齊普夫，德國醫生和大學講師

### 12日
- 海因里希·格雷瑟，德國木管樂器製造商
- 約翰·邁克爾·哈曼，德國詩人和教育家

### 13日
- 本杰明·斯托德特，美國政治家

### 14日
- 撒母耳·格雷尼徹，瑞士畫家和雕刻家

### 16日
- 喬治·威廉·沃格爾，耶拿市長

### 17日
- 約翰·尼古拉斯·安東，德國路德宗神學家
- 威廉·卡爾·馮·戴恩-舍瑙，德國貴族、外交官、部長、企業家和地主
- 安托万·帕尔芒捷，法國藥劑師和農藝師

### 18日
- 巴魯克·傑特萊斯，拉比、塔木德教徒和作家

### 19日
- 詹姆士·麦基尔，加拿大商人，慈善家。
- 約翰·克裡斯托夫·羅林（Johann Christoph Röhling）	德國博物學家和新教牧師	56
- 弗里德里希·西格	德國政治學家、經濟學家和大學講師	32
- 馬庫斯·維奇	瑞士自由鬥士	54
- 奧古斯特·弗裡德里希·卡爾·馮·齊格薩爾	德國總理兼景觀局局長	67

### 20日
- 奧古斯特·克利斯蒂安·勒佈雷希特·馮·克拉夫特，皇家普魯士少將和佈雷斯勞要塞的最後一位指揮官

### 23日
- 弗朗索瓦·艾蒂安·德拉羅什，法國醫生和博物學家
- 約翰·海因里希·馬施豪森，德國教育家和歷史學家
- 維托里奧·菲利波·梅拉諾，義大利神職人員、諾瓦拉大主教和主教
- 約翰·戈特利布·舒梅爾，德國作家

### 24日
- 後櫻町天皇，日本最後一位女天皇。

### 26日
- 瑪麗亞·歐內斯汀·埃斯特哈齊·斯塔赫姆貝格，奧地利貴族
- 卡爾·斐迪南德·馮·格爾茨，普魯士皇家少將和西亞最後一位騎兵督察

### 27日
- 古斯塔夫·阿道夫·羅伊特霍爾姆，瑞典政治家

### 28日
- 克利斯蒂安·路德維希·巴赫曼，德國醫學和音樂作家

### 30日
- Albrecht zu Dohna-Schlodien，普魯士軍官和梅裡特勳章獲得者
- 歐內斯汀·蘭布里奎特，法國貴族
- 約翰·大衛·萊因瓦爾德，德國舞台演員

### 31日
- 約翰·理查·馮·羅斯，德國律師、政治家和教授

### 日期不詳
- 科尼利厄斯·馬丁·沃勒斯，德國船長和製圖師

## 日期不詳
- 尼古拉斯·庫圖齊斯 – 希臘畫家、詩人和牧師
- 伊尼戈·阿巴德·拉塞拉	西班牙本篤會僧侶，波多黎各第一部歷史記載的作者
- 西奧博爾德·巴切爾	法國外交官
- 貝尼托·佩雷斯·布里托	西班牙軍官和殖民地行政長官，新格拉納達總督
- 威廉·喬治·布朗	以私人身份探索埃及和達爾富爾的英國旅行者
- 加埃塔諾·卡利多	義大利管風琴製造商
- 弗朗茨·迪翠希·馮·迪特弗斯	德國共濟會
- 約瑟夫·伊格納茲·馮·弗呂	瑞士政治家和牧師
- 雅努斯·吉內利	古典主義風景畫家
- 約翰·洛倫茨·朱利葉斯·馮·格斯滕貝格	德國平面藝術家
- 皮埃爾·古蒂埃（Pierre Gouthière）	法語 ciseleur
- 約翰內斯·德·格拉夫	聖尤斯特歇斯總督
- 威廉·赫爾姆斯	美國政治家
- 卡爾·雅克（Karl J.Jacquet）	奧地利舞台演員
- 約翰·克裡斯托夫·傑克爾	fortepianos製造商
- 巴爾塔薩·克雷姆斯	襪子織工，縫紉機的發明者
- 洛桑土登旺楚吉美嘉措	4. Jebtsundamba Khutukhtu
- 文森佐·帕諾爾莫	義大利小提琴製造商
- 弗里德里希·皮舍爾伯格（Friedrich Pischelberger）	低音提琴手
- Przysucha 的 Yaakov Yitzchak	哈西德派拉比和扎迪克
- 菲利波·誇特羅基	義大利畫家
- 阿諾德·路德維希·馮·羅爾	普魯士軍官
- 弗拉察的索弗羅尼烏斯	保加利亞歷史學家和作家
- 亞伯拉罕·烏爾費爾德	巴伐利亞宮廷因素和慕尼克猶太社區的負責人
- 約翰·沃爾莫勒（Johann Vollmöller）	德國歷史和風景畫家